# Ray Sefo
Ray Sefo (Auckland, 15 de febrero de 1971) es un kickboxer boxeador y artista marcial mixto neozelandés.

## Campeonatos y logros
- Campeón de pesos pesados de Nueva Zelanda (1990)
- Campeón de peso crucero de Nueva Zelanda (1991)
- Campeón de peso crucero del Pacífico Sur (1992)
- Campeón mundial de peso semipesado W.M.T.F. (1992)
- Campeón mundial de peso crucero ligero I.S.K.A. (1994)
- Campeón mundial de peso crucero I.S.K.A. (1995)
- Campeón mundial de peso supercrucero I.S.K.A. (1996)
- Campeón mundial de peso pesado W.M.T.F. (1996)
- Campeón mundial de peso superpesado W.K.A. (1997)
- 8 veces participante del Torneo Final del Gran Premio Mundial de K-1

## Récord en K-1
| Resultado | Record  | Rival               | Método           | Evento                                                 | Fecha                    | Asalto | Tiempo | Lugar                   | Notas                                                |
| --------- | ------- | ------------------- | ---------------- | ------------------------------------------------------ | ------------------------ | ------ | ------ | ----------------------- | ---------------------------------------------------- |
| Derrota   | 33-21-1 | Tyrone Spong        | Decisión unánime | K-1 World Grand Prix 2010 in Seoul Final 16            | 2 de octubre de 2010     | 3      | 3:00   | Seúl, Corea del Sur     |                                                      |
| Victoria  | 33-20-1 | Ionuţ Iftimoaie     | Decisión unánime | K-1 World Grand Prix 2010 in Bucharest                 | 21 de mayo de 2010       | 3      | 3:00   | Bucarest, Rumanía       |                                                      |
| Victoria  | 32-20-1 | Yosuke Nishijima    | Decisión unánime | Dynamite!! 2009                                        | 31 de diciembre de 2009  | 3      | 3:00   | Saitama, Japón          |                                                      |
| Victoria  | 31-20-1 | Hong-man Choi       | Decisión unánime | K-1 World Grand Prix 2008 Final                        | 6 de diciembre de 2008   | 3      | 3:00   | Yokohama, Japón         |                                                      |
| Derrota   | 30-20-1 | Gökhan Saki         | Decisión         | K-1 World Grand Prix 2008 in Seoul Final 16            | 27 de septiembre de 2008 | 4      | 3:00   | Seúl, Corea del Sur     |                                                      |
| Derrota   | 30-19-1 | Zabit Samedov       | Decisión         | K-1 World Grand Prix 2008 in Taipei                    | 13 de julio de 2008      | 5      | 3:00   | Taipéi, Taiwán          |                                                      |
| Derrota   | 30-18-1 | Badr Hari           | TKO              | K-1 World Grand Prix 2008 in Yokohama                  | 13 de abril de 2008      | 1      | 2:43   | Yokohama, Japón         |                                                      |
| Derrota   | 30-17-1 | Peter Aerts         | TKO              | K-1 World Grand Prix 2007 in Seoul Final 16            | 29 de septiembre de 2007 | 1      | 3:00   | Seúl, Corea del Sur     |                                                      |
| Derrota   | 30-16-1 | Bjorn Bregy         | Decisión         | K-1 World Grand Prix 2007 in Las Vegas                 | 11 de agosto de 2007     | 3      | 3:00   | Las Vegas, Nevada       |                                                      |
| Derrota   | 30-15-1 | Semmy Schilt        | KO               | K-1 World Grand Prix 2007 in Yokohama                  | 4 de marzo de 2007       | 2      | 0:26   | Yokohama, Japón         |                                                      |
| Victoria  | 30-14-1 | Melvin Manhoef      | KO               | K-1 World Grand Prix 2006 Final                        | 2 de diciembre de 2006   | 1      | 0:40   | Tokio, Japón            |                                                      |
| Derrota   | 29-14-1 | Stefan Leko         | Decisión unánime | K-1 World Grand Prix 2006 in Osaka Opening Round       | 30 de septiembre de 2006 | 4      | 3:00   | Osaka, Japón            |                                                      |
| Victoria  | 29-13-1 | Azem Maksutaj       | TKO              | K-1 World Grand Prix 2006 in Las Vegas II              | 12 de agosto de 2006     | 3      | 2:02   | Las Vegas, Nevada       |                                                      |
| Victoria  | 28-13-1 | Ruslan Karaev       | KO               | K-1 World Grand Prix 2006 in Seoul                     | 3 de junio de 2006       | 1      | 1:42   | Seúl, Corea del Sur     |                                                      |
| Victoria  | 27-13-1 | Francois Botha      | Decisión unánime | K-1 World Grand Prix 2006 in Auckland                  | 5 de marzo de 2006       | 3      | 3:00   | Auckland, Nueva Zelanda |                                                      |
| Derrota   | 26-13-1 | Semmy Schilt        | Decisión unánime | K-1 World Grand Prix 2005 Final                        | 9 de noviembre de 2005   | 3      | 3:00   | Tokio, Japón            |                                                      |
| Victoria  | 26-12-1 | Kaoklai Kaennorsing | Decisión unánime | K-1 World Grand Prix 2005 in Osaka - Final Elimination | 23 de septiembre de 2005 | 3      | 3:00   | Osaka, Japón            | Se clasifica para el K-1 World Grand Prix 2005 Final |
| Victoria  | 25-12-1 | Ruslan Karaev       | TKO              | K-1 World Grand Prix 2005 in Hiroshima                 | 14 de junio de 2005      | 1      | 0:37   | Hiroshima, Japón        |                                                      |
| Victoria  | 24-12-1 | Gary Goodridge      | KO               | K-1 PREMIUM 2004 Dynamite!!                            | 31 de diciembre de 2004  | 1      | 0:24   | Osaka, Japón            |                                                      |
| Derrota   | 23-12-1 | Musashi             | Decisión unánime | K-1 World Grand Prix 2004 Final                        | 4 de noviembre de 2004   | 4      | 3:00   | Tokio, Japón            |                                                      |
| Victoria  | 23-11-1 | Hiromi Amada        | Decisión unánime | K-1 World Grand Prix 2004 Final Elimination            | 25 de septiembre de 2004 | 3      | 3:00   | Tokio, Japón            | Se clasifica para el K-1 World Grand Prix 2004 Final |
| Victoria  | 22-11-1 | Marvin Eastman      | TKO              | K-1 World Grand Prix 2004 in Las Vegas II              | 7 de agosto de 2004      | 1      | 1:32   | Las Vegas, Nevada       |                                                      |
| Victoria  | 21-11-1 | Bob Sapp            | KO               | K-1 Beast 2004 in Shizuoka                             | 26 de junio de 2004      | 2      | 0:29   | Shizuoka, Japón         |                                                      |
| Derrota   | 20-11-1 | Musashi             | Decisión unánime | K-1 World Grand Prix 2003 Final                        | 6 de diciembre de 2003   | 3      | 3:00   | Tokio, Japón            |                                                      |
| Victoria  | 20-10-1 | Carter Williams     | Decisión         | K-1 World Grand Prix 2003 Final Elimination            | 11 de octubre de 2003    | 3      | 3:00   | Osaka, Japón            |                                                      |
| Victoria  | 19-10-1 | Tatsufumi Tomihira  | TKO              | K-1 World Grand Prix 2003 in Fukuoka                   | 13 de julio de 2003      | 3      | 2:15   | Fukuoka, Japón          |                                                      |
| Victoria  | 18-10-1 | Pelé Reid           | TKO              | K-1 World Grand Prix 2003 in Saitama                   | 30 de marzo de 2003      | 3      | 1:15   | Saitama, Japón          |                                                      |
| Derrota   | 17-10-1 | Ernesto Hoost       | TKO              | K-1 World Grand Prix 2002 Final                        | 7 de diciembre de 2002   | 1      | 1:49   | Tokio, Japón            |                                                      |
| Victoria  | 17-9-1  | Peter Aerts         | Decisión         | K-1 World Grand Prix 2002 Final                        | 7 de diciembre de 2002   | 3      | 3:00   | Tokio, Japón            |                                                      |
| Victoria  | 16-9-1  | Martin Holm         | Decisión         | K-1 World Grand Prix 2002 Final Elimination            | 5 de octubre de 2002     | 3      | 3:00   | Saitama, Japón          | Se clasifica para el K-1 World Grand Prix 2002 Final |
| Victoria  | 15-9-1  | Gilbert Yvel        | KO               | K-1 World Grand Prix 2002 in Fukuoka                   | 14 de julio de 2002      | 2      | 2:07   | Fukuoka, Japón          |                                                      |
| Victoria  | 14-9-1  | Julio Cesar Santana | KO               | K-1 Survival 2002                                      | 2 de junio de 2002       | 1      | 0:37   | Toyama, Japón           |                                                      |
| Victoria  | 13-9-1  | Mike Bernardo       | Decisión unánime | K-1 World Grand Prix 2002 in Nagoya                    | 3 de marzo de 2002       | 5      | 3:00   | Nagoya, Japón           |                                                      |
| Victoria  | 12-9-1  | Mark Hunt           | Decisión unánime | K-1 World Grand Prix 2001 in Fukuoka                   | 8 de octubre de 2001     | 3      | 3:00   | Fukuoka, Japón          |                                                      |
| Derrota   | 11-9-1  | Remy Bonjasky       | TKO              | K-1 Survival 2001                                      | 24 de junio de 2001      | 4      | 3:00   | Sendai, Japón           |                                                      |
| Victoria  | 11-8-1  | Adam Watt           | TKO              | K-1 World Grand Prix 2001 in Osaka                     | 29 de abril de 2001      | 1      | 2:20   | Osaka, Japón            |                                                      |
| Victoria  | 10-8-1  | Michael McDonald    | KO               | K-1 Gladiators 2001                                    | 17 de marzo de 2001      | 1      | 1:56   | Yokohama, Japón         |                                                      |
| Derrota   | 9-8-1   | Ernesto Hoost       | Decisión unánime | K-1 World Grand Prix 2000 Final                        | 10 de diciembre de 2000  | 3      | 3:00   | Tokio, Japón            |                                                      |
| Victoria  | 9-7-1   | Cyril Abidi         | TKO              | K-1 World Grand Prix 2000 Final                        | 10 de diciembre de 2000  | 1      | 1:45   | Tokio, Japón            | Semifinal                                            |
| Victoria  | 8-7-1   | Musashi             | TKO              | K-1 World Grand Prix 2000 Final                        | 10 de diciembre de 2000  | 1      | 1:38   | Tokio, Japón            | Cuartos de final                                     |
| Derrota   | 7-7-1   | Cyril Abidi         | TKO              | K-1 World Grand Prix 2000 in Yokohama                  | 20 de agosto de 2000     | 2      | 3:00   | Yokohama, Japón         |                                                      |
| Victoria  | 7-6-1   | Frank Otto          | TKO              | K-1 World Grand Prix 2000 in Yokohama                  | 20 de agosto de 2000     | 1      | 2:24   | Yokohama, Japón         |                                                      |
| Derrota   | 6-6-1   | Peter Aerts         | KO               | K-1 The Millennium                                     | 23 de abril de 2000      | 3      | 2:24   | Osaka, Japón            |                                                      |
| Derrota   | 6-5-1   | Sam Greco           | Decisión Unánime | K-1 World Grand Prix 1999 Final                        | 5 de diciembre de 1999   | 3      | 3:00   | Tokio, Japón            | Combate de cuartos de final                          |
| Victoria  | 6-4-1   | Samir Benazzouz     | TKO              | K-1 World Grand Prix '99 Opening Round                 | 3 de octubre de 1999     | 1      | 2:14   | Osaka, Japón            |                                                      |
| Victoria  | 5-4-1   | Jim Mullen          | KO               | K-1 Survival '99                                       | 6 de junio de 1999       | 2      | 0:45   | Sapporo, Japón          |                                                      |
| Derrota   | 4-4-1   | Andy Hug            | TKO              | K-1 Revenge '99                                        | 25 de abril de 1999      | 4      | 3:00   | Yokohama, Japón         |                                                      |
| Derrota   | 4-3-1   | Andy Hug            | TKO              | K-1 World Grand Prix 1998 Final                        | 13 de diciembre de 1998  | 2      | 2:28   | Tokio, Japón            | Combate de cuartos de final                          |
| Victoria  | 4-2-1   | Stefan Leko         | Decisión unánime | K-1 World Grand Prix '98 Opening Round                 | 27 de septiembre de 1998 | 5      | 3:00   | Osaka, Japón            |                                                      |
| Derrota   | 3-2-1   | Matt Skelton        | TKO              | K-1 Braves '98                                         | 24 de mayo de 1998       | 2      | 3:00   | Fukuoka, Japón          |                                                      |
| Empate    | 3-1-1   | Francisco Filho     | Empate           | K-1 Kings '98                                          | 9 de abril de 1998       | 5      | 3:00   | Yokohama, Japón         |                                                      |
| Victoria  | 3-1     | Jean-Claude Leuyer  | Decisión unánime | K-1 Dream '97                                          | 20 de julio de 1997      | 7      | 3:00   | Nagoya, Japón           |                                                      |
| Victoria  | 2-1     | Jérôme Le Banner    | KO               | K-1 Braves '97                                         | 29 de abril de 1997      | 1      | 1:31   | Fukuoka, Japón          |                                                      |
| Victoria  | 1-1     | Petar Majstorovic   | TKO              | K-1 Kings '97                                          | 16 de marzo de 1997      | 4      | 1:36   | Yokohama, Japón         |                                                      |
| Derrota   | 0-1     | Ernesto Hoost       | KO               | K-1 Hercules '96                                       | 8 de diciembre de 1996   | 4      | 0:25   | Nagoya, Japón           |                                                      |

## Récord total en kickboxing
| Resultado | Record  | Rival              | Método           | Evento                        | Fecha                   | Asalto | Tiempo | Lugar                   | Notas |
| --------- | ------- | ------------------ | ---------------- | ----------------------------- | ----------------------- | ------ | ------ | ----------------------- | --- |
| Derrota   | 56-22-1 | Mirko Filipović    | Decisión unánime | Final Fight: Cro Cop vs. Sefo | 10 de marzo de 2012     | 3      | 3:00   | Zagreb, Croacia         | Este es su último combate profesional disputado, se suma el récord obtenido en K-1 y el récord obtenido en el resto de combates de kickboxing profesionales |
| Victoria  | 26-1-0  | Stephane Reveillon | KO               |                               | 23 de enero de 1998     | 2      |        |                         | Gana el "W.K.B.F. Super Heavyweight title" |
| Victoria  | 25-1-0  | Jean-Claude Leuyer | Decisión         |                               | Octubre de 1997         | 5      | 3:00   |                         | Antes de este combate había obtenido 4 victorias y 1 derrota en eventos de K-1                                                                              |
| Victoria  | 21-0-0  | Kirkwood Walker    | KO               |                               | 9 de septiembre de 1996 |        |        | Hong Kong               | Gana el "W.M.T.F. World Heavyweight title" |
| Victoria  | 20-0-0  | Lee Swaney         | KO               | New Zealand vs England        | 1 de agosto de 1996     |        |        | Auckland, Nueva Zelanda | |
| Victoria  | 19-0-0  | Andre Mannaart     | KO               | NZ - AUS - HOL                | 25 de febrero de 1996   | 4      |        | Auckland, Nueva Zelanda | Gana el "I.S.K.A. Super Cruiserweight World title" |
| Victoria  | 18-0-0  | Michael McDonald   | KO               |                               | 6 de mayo de 1996       | 3      |        | Auckland, Nueva Zelanda | Gana el "I.S.K.A. World Light Cruiserweight title" |
| Victoria  | 17-0-0  | Rob Martin         | KO               |                               | 27 de abril de 1995     | 1      |        | Auckland, Nueva Zelanda | Sefo llegaba con un récord profesional de 16-0. Gana el "W.M.T.F. Light Heavyweight title"                                                                  |

## Récord en boxeo
| Resultado | Record | Rival          | Método   | Recinto del evento        | Fecha                   | Asalto | Tiempo | Lugar                   | Notas |
| --------- | ------ | -------------- | -------- | ------------------------- | ----------------------- | ------ | ------ | ----------------------- | ----- |
| Derrota   | 5-1    | Chester Hughes | KO       | Silverstar Hotel & Casino | 2 de septiembre de 2001 | 1      |        | Choctaw, Misisipi       |       |
| Victoria  | 5-0    | Joe Lenhart    | TKO      | Grand Victoria Casino     | 3 de junio de 2001      | 1      |        | Elgin, Illinois         |       |
| Victoria  | 4-0    | Steve Griffin  | TKO      | Grand Victoria Casino     | 11 de febrero de 2001   | 1      |        | Elgin, Illinois         |       |
| Victoria  | 3-0    | Nicky Faamata  | TKO      | Logan Campbell Theatre    | 5 de octubre de 1996    | 4      |        | Auckland, Nueva Zelanda |       |
| Victoria  | 2-0    | Paul Baker     | Decisión | Mandalay Ballroom         | 16 de marzo de 1995     | 4      |        | Auckland, Nueva Zelanda |       |
| Victoria  | 1-0    | Alex Katu      | TKO      | Mandalay Ballroom         | 24 de noviembre de 1994 | 1      |        | Auckland, Nueva Zelanda |       |

## Récord en artes marciales mixtas
| Resultado | Record | Oponente          | Método       | Evento                                        | Fecha                    | Asalto | Tiempo | Lugar                         | Notas |
| --------- | ------ | ----------------- | ------------ | --------------------------------------------- | ------------------------ | ------ | ------ | ----------------------------- | ----- |
| Derrota   | 2-1    | Valentijn Overeem | Sumisión     | Strikeforce: Fedor vs. Silva                  | 12 de febrero de 2011    | 1      | 1:37   | East Rutherford, Nueva Jersey |       |
| Victoria  | 2-0    | Kevin Jordan      | TKO (lesión) | Strikeforce Challengers: Kennedy vs. Cummings | 25 de septiembre de 2009 | 2      | 0:24   | Bixby, Oklahoma               |       |
| Victoria  | 1-0    | Kim Min-Soo       | KO           | K-1 Hero's 2                                  | 6 de julio de 2005       | 2      | 0:30   | Tokio, Japón                  |       |